# Astragalus falcatus
Astragalus falcatus es una  especie de planta herbácea perteneciente a la familia de las leguminosas. Se encuentra en Norteamérica y Eurasia.

## Distribución y hábitat
Es una planta herbácea perennifolia que se distribuye por Norteamérica y Eurasia.

## Taxonomía
Astragalus falcatus fue descrita por  Jean-Baptiste Lamarck y publicado en Encyclopédie Méthodique, Botanique 1(1): 310, en el año 1783.
Etimología
Astragalus: nombre genérico derivado del griego clásico άστράγαλος y luego del Latín astrăgălus aplicado ya en la antigüedad, entre otras cosas, a algunas plantas de la familia Fabaceae, debido a la forma cúbica de sus semillas parecidas a un hueso del pie.
falcatus: epíteto latíno que significa  "en forma de hoz".
Sinonimia
- Tragacantha falcata (Lam.) Kuntze[5]